# Samuel Gammon
Samuel Rhea Gammon (Bristol, 30 de março de 1865 — Barra Mansa, 4 de julho de 1928), ou Samuel Gammon, foi um missionário estadunidense, educador e pastor da Igreja Presbiteriana do Brasil, presidindo seu Supremo Concílio entre os anos 1900-1903 (na época Sínodo do Brasil).

## História
Filho de Audley Anderson Gammon e Mary John Faris, nasceu em Bristol, aos 30 de março de 1865. Em 1889 formou-se teólogo pela Union Theology Seminary. Decidiu seguir a carreira missionária e desembarcou no Brasil em 23 de novembro de 1889, poucos dias depois do Golpe Político-Militar de 1889. Logo após sua chegada, logo tratou de encontrar-se com o Rev. James Burton Rodgers, no Rio de Janeiro.
Dedicou-se, durante anos, dedicou-se, juntamente com a também missionária Carlota Kemper, na realização dos sonhos do Dr. Edward Lane, isto é, na solidificação do ensino.
Seu lema e o de sua família foi: "Dedicada à glória de Deus e ao progresso humano".
Durante os anos de 1900 e 1903 foi presidente do Sínodo do Brasil, hoje conhecido por Supremo Concílio da Igreja Presbiteriana do Brasil.

## Morte
Morreu em 4 de julho de 1928, aos 63 anos, deixando Clara Gennet Moore viúva, além de cinco filhos: Audley, Billy, Alice, John e Richard. Ambos os últimos foram pastores nos Estados Unidos da América.

## Legado
Conhecido pela dedicação no ensino, instituições educacionais foram nomeadas em sua homenagem, como a Faculdade Presbiteriana Gammon (FAGAMMON ) e o Instituto Presbiteriano Gammon. Em Lavras, no Estado de Minas Gerais, onde muito contribuiu, possui uma rua em seu nome.
Fundada em 1908 sob o lema do Instituto Gammon (“Dedicado à glória de Deus e ao Progresso Humano”), a Escola Agrícola de Lavras passou a ser chamada Escola Superior de Agricultura de Lavras (ESAL) em 1938. A federalização ocorreu em 1963. Foi em 1994 que a instituição tornou-se universidade, hoje conhecida como Universidade Federal de Lavras (UFLA).  Essa trajetória teve início com a concretização dos ideais de seu fundador, Dr. Samuel Rhea Gammon.